# Jacinto Verdaguer
Jacinto Verdaguer y Santaló (Folgarolas, 17 de mayo de 1845-Vallvidrera, 10 de junio de 1902) fue un poeta y sacerdote español que escribió su obra en lengua catalana, en cuya literatura influyó especialmente el obispo Torras y Bages que lo calificó de «príncipe de los poetas catalanes». También se lo conoce en catalán como Mossèn Cinto Verdaguer por su condición de clérigo.

## Biografía
Fue el segundo hijo de los ocho nacidos del matrimonio formado por José Verdaguer y Ordeix (Tabérnolas, 1817-Folgarolas, 1876) y Josefa Santaló y Planas (Folgarolas, 1819-1871). De los ocho solo sobrevivieron tres, dados los escasos medios de la familia. Su padre era maestro de obras y su madre trabajaba en casa como hiladora. La religiosidad de su madre le hizo ingresar, en 1855, a los diez años de edad, en el Seminario de Vich. Mientras cursaba los estudios eclesiásticos, vivía en una casa de campo cercana a la ciudad —Can Tona—, donde daba clases a los niños y ayudaba en las faenas agrícolas. En 1865 participó en los Juegos Florales de Barcelona y obtuvo dos galardones. Al año siguiente volvió a ganar dos premios en los mismos Juegos Florales. 
El 24 de septiembre de 1870 fue ordenado sacerdote en Vich por el obispo Luis Jordá, y en octubre de ese mismo año cantó su primera misa en la ermita de Sant Jordi de Puigseslloses, cercana a su pueblo natal. El día siguiente celebra la segunda misa en la ermita de San Francisco, próxima a Vich. 

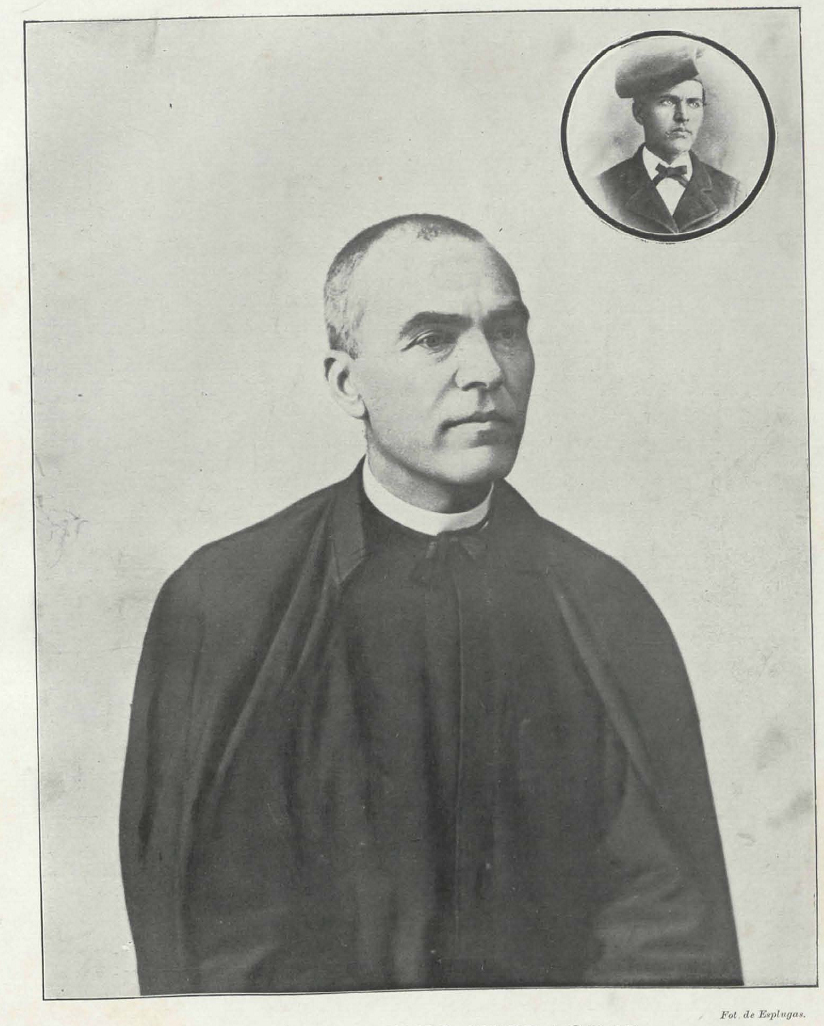
Jacinto Verdaguer

El 17 de enero de 1871 fallece su madre, a los cincuenta y dos años de edad. El día 1 de septiembre es nombrado coadjutor de Viñolas de Oris (Osona), donde permanecerá dos años. En 1873 publica la Passió de Nostre Senyor Jesucrist. Deja la parroquia por cuestiones de salud y se va a Barcelona, en busca de curación.  
A los veintiocho años, en diciembre de 1874, entró como sacerdote en la Compañía Trasatlántica de Antonio López y López (futuro marqués de Comillas), habiéndole recomendado los médicos, para mejorar su salud, los aires del mar. Pasó dos años cruzando el Atlántico, de España a Cuba (y viceversa). El 8 de septiembre de 1876 muere su padre, a los sesenta y cinco años. En el barco "Ciudad Condal", de regreso de Cuba, termina el poema La Atlántida. En noviembre entra, como capellán, en la casa del futuro marqués de Comillas, en el palacio Moja de Barcelona. 
En 1877 el Consistorio de los Juegos Florales le concede el premio extraordinario de la Diputación de Barcelona por el poema La Atlántida. Es su consagración como poeta. El crítico Menéndez y Pelayo considera a Verdaguer «el poeta con más dotes creativos de España», y Mistral, el poeta provenzal que le vaticinó un gran futuro como poeta, le manda una carta de felicitación. En 1878, el marqués de Comillas corre con los gastos de la primera edición, bilingüe, del poema. Verdaguer viaja a Roma, en una peregrinación organizada por el obispo de Barcelona. El papa León XIII, también poeta, lo recibe y le habla de La Atlántida. Verdaguer le obsequia con un ejemplar del poema 
En 1880, tras haber obtenido los tres premios canónicos en los Juegos Florales, fue proclamado Mestre en Gai Saber. Ese mismo año publicó dos libros sobre Montserrat: Canciones y Leyenda. En 1884 viajó a París, Suiza, Alemania y Rusia, y el año anterior lo había hecho, acompañando al segundo marqués de Comillas, al norte de África (Marruecos y Argelia). Durante estos años realizó también largas excursiones por el Pirineo catalán, y fue el primer español en pisar la cima del Aneto. En 1883, presenta a los Juegos Florales una extensa oda A Barcelona que le merece un premio extraordinario. El Ayuntamiento de la ciudad publica el poema en una edición de cien mil ejemplares.

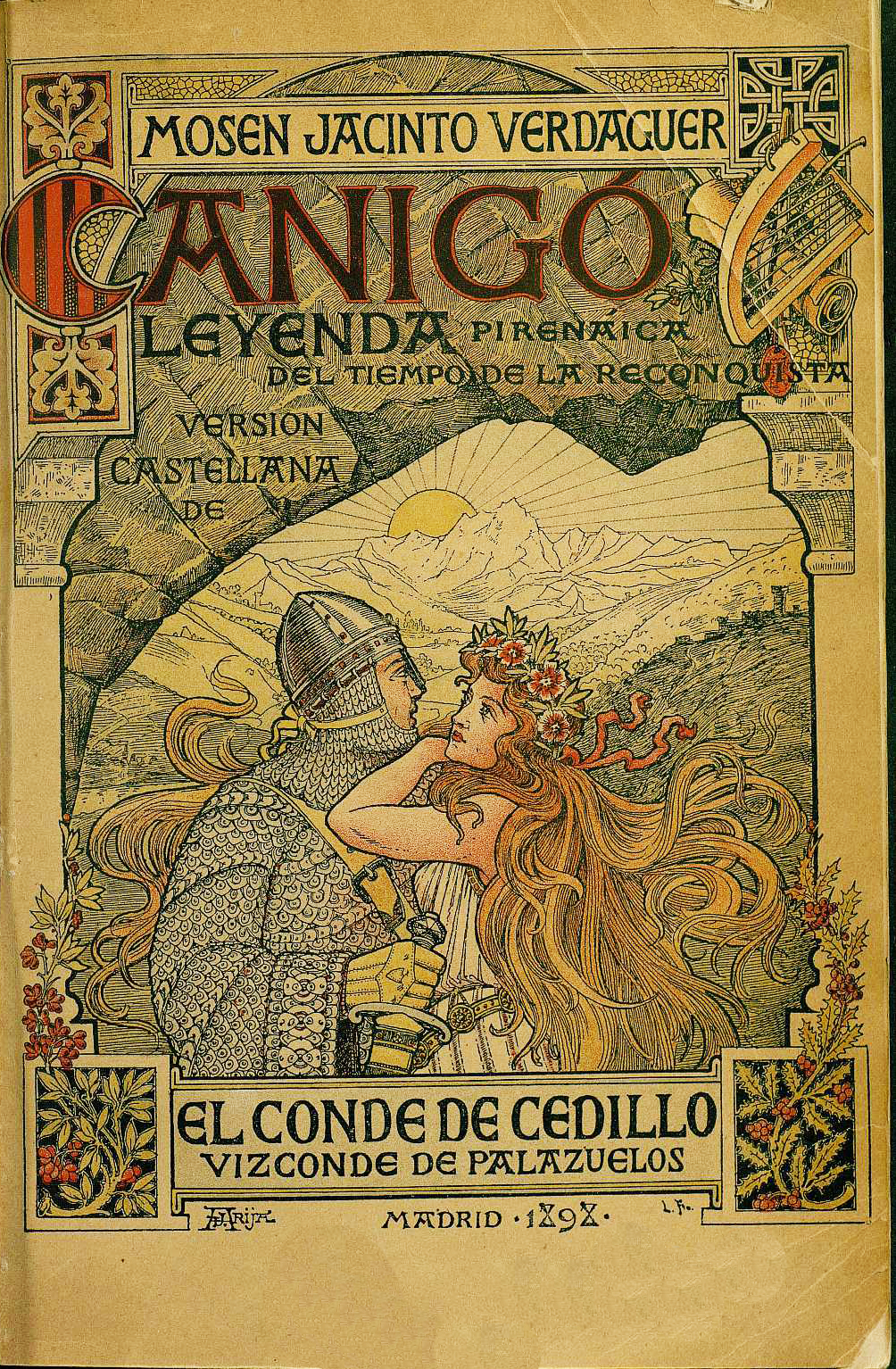
Portada de una edición madrileña en castellano de Canigó (1898), obra del dibujante José Arija.

En 1886 publica Canigó, su segundo gran poema épico. El 21 de marzo de dicho año, el obispo Morgades lo coronó «en nombre de Cataluña» en el Monasterio de Santa María de Ripoll. Más tarde realizó un viaje de peregrinación a Tierra Santa, que le produjo una profunda crisis personal. Dedicó los años siguientes a la oración y, sobre todo, a las limosnas (era el capellán-limosnero del marqués de Comillas). Frecuentó a grupos de videntes y asistió a prácticas exorcísticas. Su producción literaria pasó por una época de sequía, y no volvió a publicar poesía hasta unos años más tarde.
En mayo de 1893, se ve forzado a abandonar su cargo de capellán-limosnero en el palacio de los marqueses de Comillas. Por esas fechas termina la trilogía Jesús Infant, dedicada a la Sagrada Familia. Tras dejar la casa del marqués, se instala en el santuario mariano de La Gleva, cerca de Vich, donde residirá dos años. En 1894 publica Roser de tot l'any y Veus del Bon Pastor. El 31 de marzo de 1895 abandona el santuario y se instala en Barcelona, en casa de la familia Durán-Martínez, a cuyo padre Verdaguer había asistido en su lecho de muerte. 
El obispo de Vich, que lo había coronado en Ripoll, le abrió un expediente disciplinario por desobediencia, y se le prohibió ejercer el ministerio sacerdotal. El poeta pasó dos años de soledad y amargura, durante los cuales escribió otro tipo de poesía, más personal y muy dolorida. En 1895 y 1897 publicó en la prensa izquierdista de Barcelona unos durísimos artículos «en defensa propia», que causaron gran estupor en la jerarquía eclesiástica y en la opinión pública catalana. La intervención de los monjes agustinos de El Escorial fue decisiva para que el obispo Morgades le devolviera las licencias sacerdotales, tras la retractación del capellán-poeta. A finales de diciembre de 1897, Verdaguer pudo celebrar misa, y en febrero de 1898 fue destinado, por el obispo de Barcelona, a la parroquia barcelonesa de Belén, donde pasó sus últimos años como beneficiado.

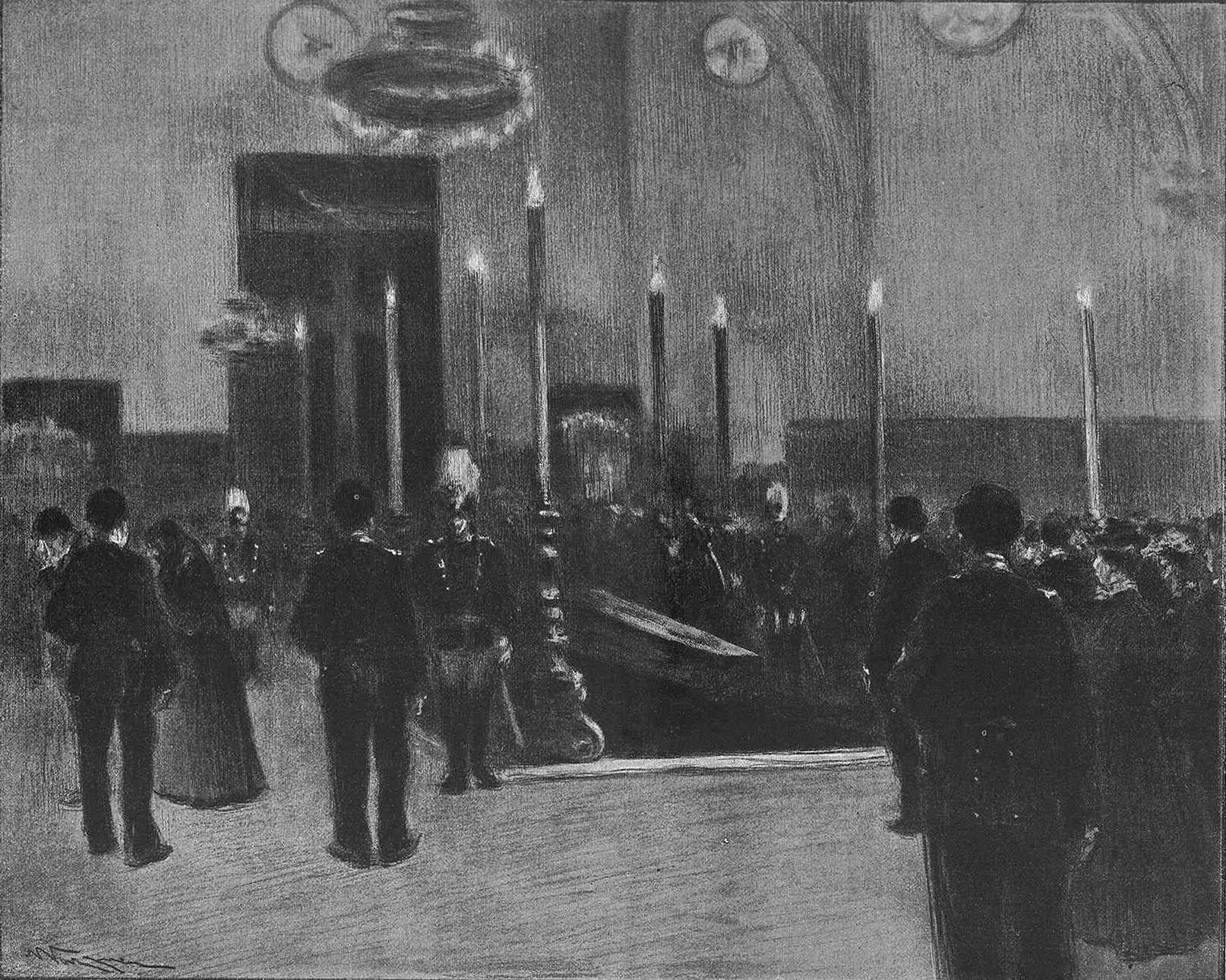
«La capilla ardiente durante la exposición del cadáver de Mosén Jacinto Verdaguer». Dibujo de Nicanor Vázquez.

En 1902 se le declara una tisis galopante. El 17 de mayo de 1902, el mismo día que cumplía cincuenta y siete años, se trasladó desde Barcelona a la finca conocida como Quinta Juan (Vila Joana, en catalán), en Vallvidrera, donde su propietario, exalcalde de la entonces villa de Sarriá, le ofreció pasar unas semanas para restablecerse de una tisis pertinaz. El 10 de junio, poco antes de las seis de la tarde, el poeta falleció. Tres días después, el cadáver de Verdaguer, tras haber sido expuesto en el Ayuntamiento de Barcelona, fue sepultado en la montaña de Montjuich, en una roca delante del mar, después de un largo trayecto por las calles de la ciudad, en una de las manifestaciones de duelo más multitudinarias de la historia de Cataluña.
Entre sus obras poéticas destacan La Atlántida (1877), Idilios y cantos místicos (1879), Canigó (1886), Patria (1888), Flores del Calvario (1896), Montserrat (1898) y Aires del Montseny (1901). En prosa publicó Excursiones y viajes (1887), Dietario de un peregrino a Tierra Santa (1889) y los artículos En defensa propia (1895-1897).
En 1971 la Fábrica Nacional de Moneda y Timbre emitió un billete de 500 pesetas con la efigie del poeta y clérigo en el anverso, en el reverso aparece la vista del monte Canigó.
El servicio de Correos emitió en 1977 un sello de Jacinto Verdaguer en una serie dedicada a Personajes españoles. Aparece en él vestido con barretina catalana.

## Fondo personal

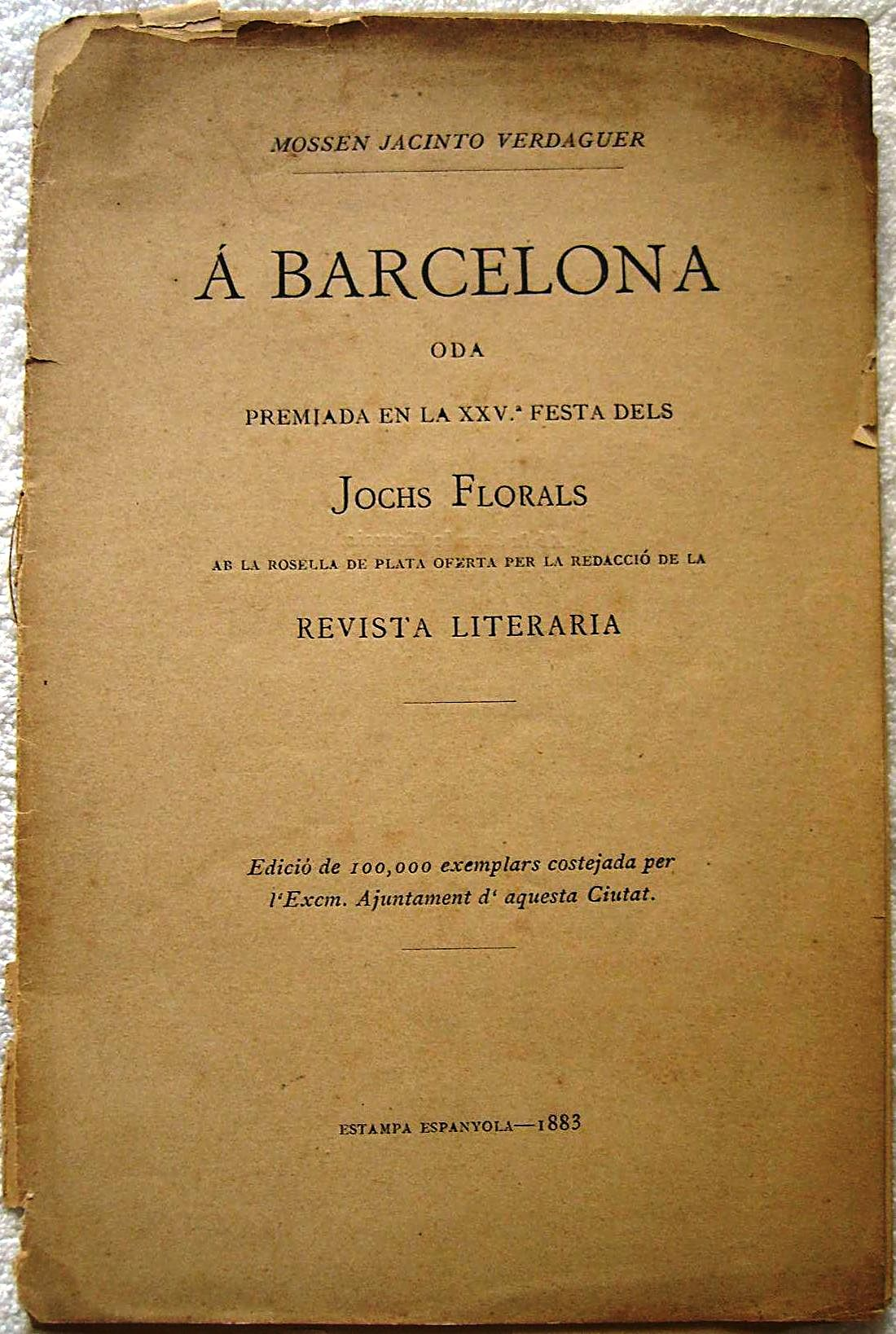
1.ª edición de Oda a Barcelona.

Los manuscritos y documentación personal de Jacinto Verdaguer se hallan conservados en la Biblioteca de Cataluña y en el Archivo Histórico de la Ciudad de Barcelona y contienen tres tipologías principales de documentos: autógrafos, impresos y fotografías. 
La biblioteca del poeta ingresó como fondo el 1908 en la Biblioteca de Cataluña, y constituye una de sus colecciones fundacionales. Poco después ingresó un importante conjunto de documentación personal y literaria, adquirido a los herederos de Verdaguer por el conde de Lavern y donado por este mecenas a la Biblioteca; en 1915 se adquirieron igualmente otras seis cajas con documentación literaria procedente de la editorial L'Avenç. A principios de los sesenta ingresó un importante conjunto de autógrafos y agendas procedentes de la colección Fondevila, y a mediados d eso setenta un importante conjunto de documentos que habían sido conservados por los descendientes de uno de los doctores que asistieron a Verdaguer en su muerte. La colección continua abierta a nuevos ingresos.
La colección de autógrafos del Archivo histórico se compone de once libretas y cerca de doscientos documentos sueltos ordenados por temas, e incluye manuscritos y borradores de sus libros. El apartado de impresos lo integran: aleluyas, coplas, himnos, cánticos, canciones de Navidad, canciones de cuna y partituras musicales, ordenados también por temas. Unas ochenta imágenes, con retratos dedicados o firmados, fotografías de lugares y ambientes relacionados con la vida y la obra de Verdaguer, así como el álbum “El Vanadis”, nombre del yate alquilado en 1883 por el marqués de Comillas y a bordo del cual Verdaguer realizó un crucero por el Mediterráneo, acompañado de diversos miembros y amigos de las familias López-Güell, conforman el tercer gran apartado del fondo. La documentación personal de Jacinto Verdaguer ingresó en el AHCB el 16 de marzo de 1945 procedente de la Quinta Vilajoana. Después de su muerte, los barceloneses organizaron su entierro donde mucha gente fue a verlo. Hoy en día, en Vallvidrera, hay su casa, que se puede visitar como museo.

## Legado
En Barcelona, la figura de Jacinto Verdaguer recibió un amplio culto póstumo inmediatamente después de su fallecimiento. Muestra de ello son las iniciativas que dieron lugar a los primeros memoriales en los cuales el poeta sería recordado y homenajeado. Entre estos cabe mencionar la tumba del poeta en el cementerio de Montjuïc, que se convirtió rápidamente en un lugar de veneración y peregrinaje, la instalación de la Sala Verdaguer en el Museo de Arte Decorativo y Arqueológico (1903), o el ingreso de su retrato en la Galería de Catalanes Ilustres (1906). También otras iniciativas igualmente significativas, como la de la colocación de su retrato en la Galería de Excursionistas Catalanes Ilustres del Centre Excursionista de Catalunya, o la lápida de mármol instalada en uno de los muros de la estación superior del funicular. Es también inmediatamente después de su muerte cuando se planteó la erección del gran Monumento a Mosén Jacint Verdaguer que, sin embargo, no se inauguró hasta el 1924.
El culto a Verdaguer transciende la ciudad de Barcelona, como lo demuestra el hecho de que sea una de las personalidades históricas que tiene más calles en Cataluña, el monumento y la casa-museo dedicados a su figura en el pueblo natal, Folgarolas, o las esculturas existentes en Vic y la Mare de Déu del Mont, por mencionar únicamente algunos ejemplos.